# Малые Карачуры
Ма́лые Карачу́ры (чув. Йăршу) — деревня в Чебоксарском районе Чувашской Республики. Входит в состав Большекатрасьского сельского поселения.

## География
Находится в северной части Чувашии на расстоянии приблизительно 6 км на запад по прямой от районного центра поселка Кугеси.

## История
Известна с 1795 года как выселок деревни Карачурина (ныне Большие Карачуры) с 11 дворами. В 1858 году учтено 203 жителя, в 1897—316, в 1926 — 82 двора, 356 жителей, в 1939—362 жителей, в 1979—409 . В 2002 году было 109 дворов, в 2010 — 99 домохозяйств. В период коллективизации образован колхоз «Пчела», в 2010 году действовал СХПК «Сад».

## Население
Постоянное население составляло 268 человек (чуваши 99 %) в 2002 году, 328 в 2010.